# لوید دویلی
لوید دویلی (انگلیسی: Lloyd Doyley؛ زادهٔ ۱ دسامبر ۱۹۸۲) بازیکن فوتبال اهل بریتانیا است.
از باشگاه‌هایی که در آن بازی کرده‌است می‌توان به باشگاه فوتبال واتفورد و باشگاه فوتبال روترهام یونایتد اشاره کرد.
وی همچنین در تیم ملی فوتبال جامائیکا بازی کرده‌است.